# Le dolci zie
Pour plus de détails, voir Fiche technique et Distribution.
Le dolci zie est une comédie érotique italienne italienne réalisée par Mario Imperoli et sortie en 1975.

## Synopsis
Lorsque le jeune Libero perd ses parents, il est recueilli par son grand-père athée peu recommandable et par la fille qui partage sa vie, auparavant prostituée, dans leur ferme. Cependant, le tribunal décide que, jusqu'à sa majorité, il doit être élevé par ses trois tantes célibataires, toutes d'une moralité irréprochable, et avec l'aide d'un prêtre et d'un policier, les trois l'emmènent chez elles. La sœur aînée a depuis longtemps abandonné l'espoir de trouver un mari, mais les deux plus jeunes et plus jolies sont enthousiasmées par le beau nouveau venu et, en faisant beaucoup d'histoires avec lui, éveillent sa masculinité. L'une d'elles donne des cours de musique et l'une de ses élèves, plus proche de l'âge de Libero, jette son dévolu sur lui. Le grand-père est heureux de voir le garçon associé à quelqu'un d'autre que les tantes qu'il méprise en tant que vierges dévotes et hypocrites.

## Fiche technique
- Titre original italien : Le dolci zie[1]
- Réalisateur : Mario Imperoli
- Scénario : Mario Imperoli, Piero Regnoli
- Photographie : Fausto Zuccoli
- Montage : Otello Colangeli
- Musique : Nico Fidenco
- Décors et costumes : Giorgio Desideri
- Maquillage : Emilio Trani
- Production : Enzo Boetani, Giuseppe Collura, Giuseppe Collura
- Société de production : Dyonisio Cinematografica, International Production
- Pays de production :  Italie
- Langue originale : italien
- Format : Couleurs
- Durée : 110 minutes
- Genre : Comédie érotique italienne
- Dates de sortie :
  - Italie : 2 décembre 1975

## Distribution
- Femi Benussi : Mimì
- Pascale Petit : Benedetta
- Marisa Merlini : Fiorella
- Jean-Claude Vernè : Libero
- Patrizia Gori : Anna
- Mario Maranzana : le grand-père
- Orchidea De Santis : Manuela
- Pupo De Luca (en) : Don Fiorello